# Ослос
Ослос (нім. Osloß) — громада в Німеччині, розташована в землі Нижня Саксонія. Входить до складу району Гіфгорн. Складова частина об'єднання громад Больдеккер-Ланд.
Площа — 7,64 км2. Населення становить 1913 ос. (станом на 31 грудня 2021).